# Management by Objectives
Management by Objectives (deutsch „Führung durch Zielvorgaben“; Abkürzung: MBO) ist in der Managementlehre und Personalführung der Anglizismus für eine Führungstechnik, bei der operationale Zielvorgaben im Vordergrund stehen.

## Allgemeines
Management dient dazu, die wirtschaftliche und soziale Effizienz der Unternehmensprozesse zu gewährleisten. Menschenführung ist jede zielbezogene, interpersonelle Verhaltensbeeinflussung mit Hilfe von Kommunikationsprozessen. Führungstechniken sind Vorgehensweisen und Maßnahmen der Personalführung in Personenvereinigungen (Unternehmen, Behörden, Ministerien) zur Verwirklichung vorgegebener Ziele (Unternehmensziele, Staatsziele), der Gestaltung der Führungssituation und der Behandlung der Mitarbeiter.
Den vorgegebenen Zielen werden die korrespondierenden Führungsziele der Führungskräfte untergeordnet, die diese mit Hilfe von Führungstechniken zu erreichen versuchen.

## Inhalt
Management by Objectives erfordert Zielvereinbarungen zwischen Managern und Mitarbeitern sowie die Delegation von Aufgaben, Entscheidungsbefugnissen und Verantwortung. Information, Kommunikation und Kooperation bilden den interaktionellen Kern, der von Zielvereinbarung, Delegation und Feedback umgeben wird.
Die für die Mitarbeiter gültigen Ziele können nach SMART formuliert werden:
| Buchstabe | Bedeutung (englisch) | Bedeutung (deutsch) | Beschreibung                                                                        |
| --------- | -------------------- | ------------------- | ----------------------------------------------------------------------------------- |
| S         | englisch Specific    | spezifisch          | Ziele müssen eindeutig definiert sein (nicht vage, sondern so präzise wie möglich). |
| M         | englisch Measurable  | messbar             | Ziele müssen messbar sein                                                           |
| A         | englisch Achievable  | erreichbar          | Die Ziele müssen für die Person ansprechend bzw. erstrebenswert sein                |
| R         | englisch Reasonable  | angemessen          | Das gesteckte Ziel muss möglich und realisierbar sein.                              |
| T         | englisch Time-bound  | terminiert          | Das Ziel muss mit einem festen Termin festgelegt werden können.                     |

Die eher groben Unternehmensziele (etwa Gewinnmaximierung) werden für Zwecke des Management by Objectives auf operationale Leistungsziele (etwa Marktanteil eines Produkts: 10 %) für jede Organisationseinheit konkretisiert und heruntergebrochen. Dabei dient ein ständiger Soll-Ist-Vergleich im Rahmen der Abweichungsanalyse zur Messung des Zielerreichungsgrades. Kann am Ende einer Rechnungsperiode im Beispiel lediglich ein Marktanteil von 8 % vorgewiesen werden, liegt der Zielerreichungsgrad bei 80 %. Aus der Summe der Einzelziele werden dann die Unternehmensziele aggregiert. Die Mitarbeiter sollen ihre täglichen Arbeitsaufgaben an den ihnen gesetzten Zielen ausrichten und so im Sinne des Management by Objectives arbeiten. Bei der Mitarbeiterbeurteilung kann geprüft werden, inwieweit die Mitarbeiter ihre vereinbarten Ziele erreicht haben.

## Zielbildung
Die Zielvereinbarung umfasst folgende Kriterien:
- Darstellung der zukünftigen Anforderungen an den Arbeitsplatz und daraus resultierende Aufgaben durch den Mitarbeiter;
- Kommentierung und Weiterführung der Darstellungen des Mitarbeiters durch den Vorgesetzten;
- Inhaltliche Vereinbarung zwischen dem Vorgesetzten und Mitarbeiter über konkrete Ziele, Schwerpunkte und Prioritäten;
- Diskussion vorhersehbarer Probleme und Schwierigkeiten (englisch Job-stopper) bei der Zielerreichung;
- Vereinbarung der Rahmenbedingungen: Maßstäbe zur Überprüfung der Zielerreichung (Arbeitsvolumen, Arbeitsqualität, Arbeitskosten usw.), Termine für Zwischenüberprüfungen, verbindliche Zeitspanne bzw. Endtermin;
- Klärung und Sicherung der Verfügbarkeit der Ressourcen (Arbeitsmittel, Betriebsmittel, Lagerbestand), die für die Erreichbarkeit des Ziels erforderlich sind;
- Überprüfung der Ressourcen des Mitarbeiters (Qualifikation hinsichtlich der Kenntnisse und/oder Fertigkeiten);
- Möglichkeit des Angebots für zusätzliche Qualifizierungsmaßnahmen;
- Überprüfen der Kompetenzen, um notwendige Entscheidungen treffen zu können;
- Überprüfung der zeitlichen Kapazitäten (Arbeitszeit) des Mitarbeiters;
- Klärung der finanziellen Rahmenbedingungen (Leistungsprämien usw.) sowie die
- schriftliche Dokumentation der Ziele und Vereinbarungen.

Nach dem Ende der vereinbarten Laufzeit für die Zielerreichung kommen Mitarbeiter und Manager erneut zusammen, besprechen den Zielerreichungsgrad und meist auch die Ziele für die kommende Periode. Die mit jedem Mitarbeiter vereinbarten Einzelziele müssen in der Summe mit den Unternehmenszielen übereinstimmen.

## Weitere „Management by“-Techniken
Es gibt eine Vielzahl dieser Führungstechniken, von denen die wichtigsten erwähnt werden.
| Führungstechnik             | wesentliches Merkmal                                                                                     |
| --------------------------- | --- |
| Management by Delegation    | Delegation von Aufgaben, Kompetenzen und Verantwortung                                                   |
| Management by Exception     | Entscheidungen werden nur für Ausnahmefälle getroffen                                                    |
| Management by Motivation    | Schwerpunkt liegt auf der Arbeitsmotivation                                                              |
| Management by Objectives    | im Mittelpunkt stehen Zielvorgaben für Leistungsziele                                                    |
| Management by Participation | im Vordergrund steht die Partizipation (Teilhabe) der Mitarbeiter am Entscheidungs- und Geschäftsprozess |
| Management by Results       | Kern ist das vorgegebene Arbeitsergebnis                                                                 |

Im Regelfall steht bei jeder Führungstechnik lediglich ein Merkmal des Führungsprozesses im Vordergrund.

## Organisatorische Aspekte
Frederick Winslow Taylor ging 1911 noch vom „Management by Direction and Control“ (deutsch „Führung durch Arbeitsanweisung und Kontrolle“) aus. Die erste entwickelte „Management-by“-Technik im organisatorischen Sinne war das 1954 von Peter F. Drucker vorgestellte Management by Objectives. Ab 1954 verbreitete sich das „MBO“ in den USA, 1957 begannen erste japanische Firmen mit der Implementierung. Sukzessive kam es zu weiteren Varianten, die ein bestimmtes Merkmal in den Vordergrund stellten. Die Zielsetzungstheorie erarbeitete ab 1984 die Voraussetzungen, die aus verhaltenswissenschaftlicher Sicht gegeben sein müssen, wenn das „Führen mit Zielvorgaben“ die Mitarbeiter motivieren soll.
Zwischen den „Management-by“-Techniken gibt es mehrere Abhängigkeiten und Gemeinsamkeiten. Management by Objectives und Management by Results ähneln sich, Management by Delegation wiederum setzt Management by Objectives voraus. Während bei Management by Objectives Ziele gesetzt werden, gibt die Führungstechnik Management by Results Arbeitsergebnisse vor.
Führen durch Zielvereinbarung ist ein iterativer Prozess, bei dem regelmäßig ein Soll-Ist-Vergleich durchgeführt wird, damit die Arbeitsabläufe kontinuierlich verbessert werden können.
Als Managementaufgabe ist das Grundprinzip des „Führens mit Zielen“ weitgehend unbestritten. Es gibt nur wenige Personenvereinigungen, die sich nicht mit diesem Führungsmodell auseinandergesetzt haben. So ist sie in vielen Unternehmen und hier besonders den mit hoher Dezentralisation, häufig die einzige Art der Führung. Trotz ständig steigender Bedeutung gelingt – nach aktuellen Umfragen – die Umsetzung in der Praxis oft nur mit Schwierigkeiten. Oft werden die Ziele nicht als Mittel der Selbst-Steuerung verstanden, sondern als Mittel der Kontrolle durch den Vorgesetzten. Peter Drucker nennt seine Theorie deshalb mit Bedacht „Management by Objectives and Self-Control“ (Führen durch Ziele und Selbst-Steuerung), nicht nur Management by Objectives.
Eine echte Zielvereinbarung erfordert einen kooperativen Führungsstil, bei dem die Ziele von allen Beteiligten gewollt sind. Eine Zielvereinbarung erhöht dann trotz des hohen persönlichen und organisatorischen Aufwands deutlich die Arbeits- und Mitarbeiterzufriedenheit, weil Mitarbeiter sich mit den vereinbarten Zielen identifizieren und sie über intrinsische Motivation zu persönlichen Zielen machen.